# Yu Sheng S330
| Sterne im C-NCAP-Crashtest (2016) |

| Sterne im C-NCAP-Crashtest (2017) |

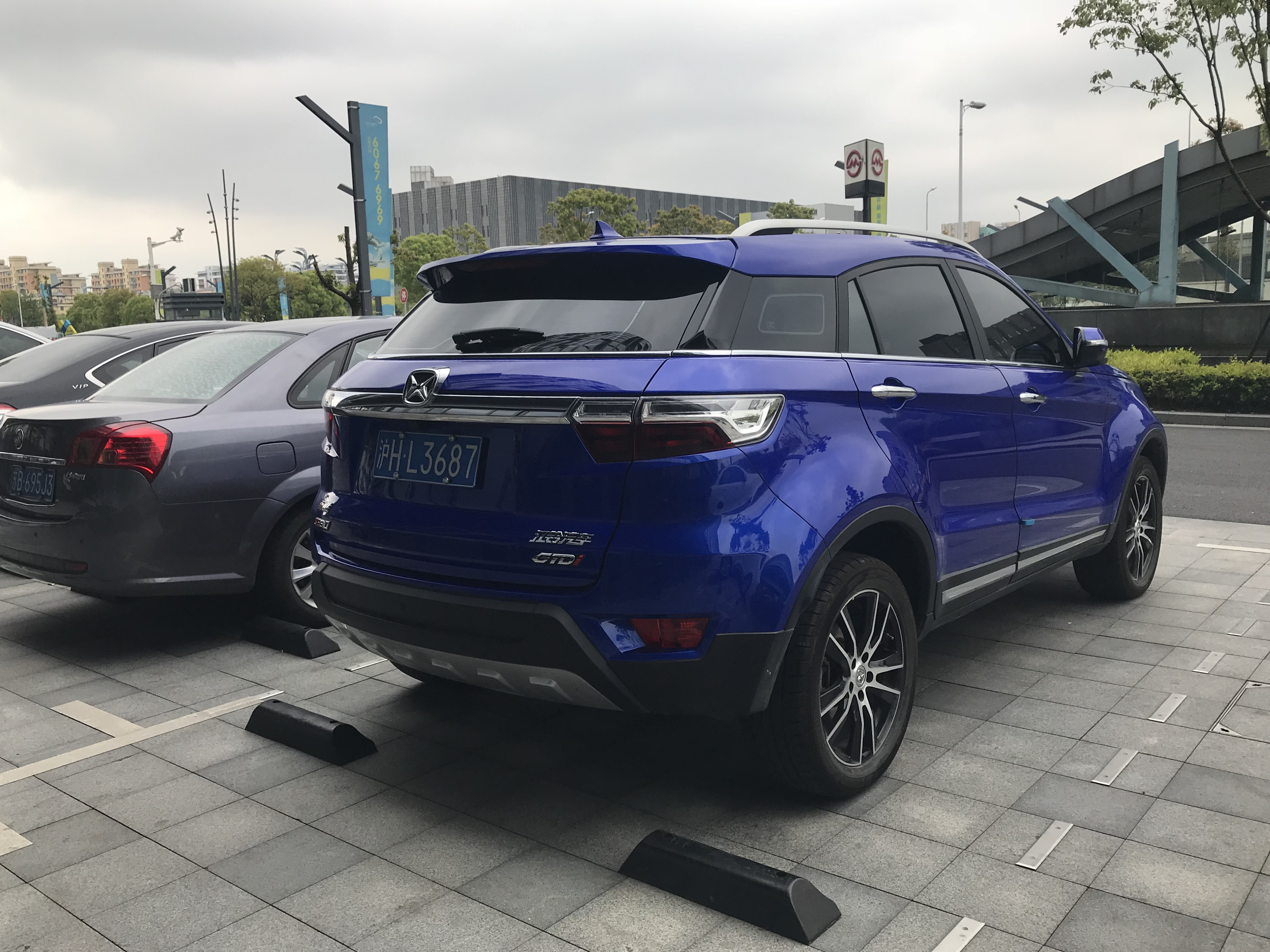
Heckansicht

Der Yu Sheng S330 ist ein SUV der zum chinesischen Automobilhersteller Jiangling Motors gehörenden Marke Yu Sheng.

## Geschichte
Auf der Shanghai Auto Show 2015 präsentierte der Hersteller mit dem Konzeptfahrzeug Yu Sheng S330 Concept einen ersten Ausblick auf ein weiteres SUV unterhalb des Yu Sheng S350. Ein Jahr später wurde das Serienfahrzeug auf der Beijing Auto Show vorgestellt. In China wurde das Fahrzeug ab September 2016 verkauft.
Der 2018 vorgestellte Ford Territory baut auf dem S330 auf.

## Technische Daten
Für den S330 steht ein aufgeladener 1,5-Liter-Ottomotoren mit 120 kW (163 PS) zur Verfügung, der unter anderem auch im Landwind X7 zum Einsatz kommt.
|                                             | 1.5 GTDi 2WD                | 1.5 GTDi 4WD                |
| Bauzeitraum                                 | 09/2016–09/2018             | 09/2016–09/2018             |
| Motorkenndaten                              |                             |                             |
| Motortyp                                    | R4-Ottomotor                | R4-Ottomotor                |
| Hubraum                                     | 1490 cm³                    | 1490 cm³                    |
| Verdichtungsverhältnis                      | 9,4 : 1                     | 9,4 : 1                     |
| Motoraufladung                              | Turbolader                  | Turbolader                  |
| max. Leistung bei min−1                     | 120 kW (163 PS) / 5400–5700 | 120 kW (163 PS) / 5400–5700 |
| max. Drehmoment bei min−1                   | 250 Nm / 1500–3500          | 250 Nm / 1500–3500          |
| Kraftübertragung                            |                             |                             |
| Antrieb                                     | Vorderradantrieb            | Allradantrieb               |
| Getriebe, serienmäßig                       | 6-Gang-Schaltgetriebe       | 6-Gang-Automatikgetriebe    |
| Getriebe, optional                          | [6-Gang-Automatikgetriebe]  | —                           |
| Messwerte                                   |                             |                             |
| Höchstgeschwindigkeit                       | 180 km/h                    | 175 km/h                    |
| Beschleunigung, 0–100 km/h                  | k. A. [12,0 s]              | k. A.                       |
| Kraftstoffverbrauch auf 100 km (kombiniert) | 7,2 l Super [7,8 l Super]   | 8,4 l Super                 |
| Tankinhalt                                  | 52 l                        | 52 l                        |

- Werte in eckigen Klammern für Modelle mit optionalem Getriebe.